# Suferințele tânărului Werther
Suferințele tânărului Werther (Die Leiden des jungen Werthers) este un roman cu cheie romantic de Johann Wolfgang von Goethe apărut în 1774. Este una dintre operele reprezentative ale mișcării literare Sturm und Drang.

## Sumar
Werther pleacă să trăiască cu mătușa sa, dar părăsește la scurt timp orașul pentru solitudinea localității Wahlheim. Acolo, cu ocazia unui bal organizat în sat, acesta o cunoaște pe Charlotte S., fiica administratorului S., și, în ciuda faptului că aceasta este deja logodită, se îndrăgostește de ea.

## Personaje
Werther
Charlotte este fiica administratorului S., descrisă ca „o femeie foarte frumoasă” cu ochi negri, „bine împlinită, nu prea înaltă”.
Albert

## Specie și estetică
„Suferințele tânărului Werther” este un roman cu cheie, caracterizat de transpunerea unei experiențe reale în ficțiune. Realizată prin intermediul corespondenței între personajul principal Werther și prietenul său, Wilhelm, narațiunea este subiectivă.

## Recepție
Suferințele tânărului Werther este un roman cu cheie reprezentativ pentru curentul romantic german, „Sturm und Drang”. Tipărit în perioada revenirii romantismului, romanul a avut un succes imens, despre care Goethe a scris în autobiografia sa: "Efectul acestei cărți a fost de mare, imens chiar, și în special pentru că a apărut la momentul potrivit.”

### Controversă
Romanul a fost primit și de critici și de fani cu reacții foarte puternice. Mulți cititori din clasa de mijloc au fost nemulțumiți de alegerea unui personaj principal care, prin felul său de a fi și acțiunile sale, se plasează în opoziție față de valorile morale și religioase burgheze. Sinuciderea era, la acea vreme, un subiect tabu. Mulți au susținut că opera îndeamnă tinerii să se sinucidă, afirmații care au părut confirmate în urma „Werther-Fieber” (fervoarea „Werther”) și a ceea ce a fost numit "un val de sinucideri", care a urmat. Studii recente, cu toate acestea, au confirmat doar o duzină de astfel de sinucideri.
Aceleași critici au venit în principal din partea bisericii și a unor poeți contemporani. Teologul conservator Lavater, de exemplu, a afirmat că Werther este „necreștin” și „în afara decenței”. În unele zone (de exemplu, în Leipzig, Copenhaga și Milano), cartea a fost interzisă pentru pretinsa glorificare a sinuciderii. Goethe a protestat împotriva acestor acuzații susținând că propria supraviețuire este cel mai bun exemplu; el a trebuit să scrie ce a simțit.
Cu toate acestea, el a aplicat pentru a doua editie din 1775 înainte de piese de prima și a doua, fiecare având un motto-un vers, acesta din urmă sa încheiat, după cum urmează: "Fii un om si nu ma imita" și sinuciderea lui 28 de ani, bun prieten de Christiane Laßberg în ianuarie 1778, de patru ani de la publicarea de Werther, Goethe a adus în mare primejdie mentale, mai ales din moment ce a fost declarat mort de a avea o copie a romanului în geanta ei. John Wilke (1998) conduce la această experiență, că Goethe, Werther de fapt revizuit. În noua, versiunea publicată în 1787, el a făcut mai mult să se distanțeze de acest erou și a făcut modelul de sinucidere mai puțin atractivă. [8]
În cauză a reacționat, de asemenea, Lessing, al cărui teatru ultima citire "Emilia Galotti" Werther a fost:
„Dar dacă donarea unui produs un prejudiciu, nu atât de cald mai mult rău decât bine: ei nu Meynen cred că ar avea în continuare un mic discurs de închidere la rece? O pereche de angulatie spatele, ca Werther a ajuns la un astfel de personaj abentheuerlichen, ca orice alt tânăr, având în vedere natura, un sistem similar, am ține în ea. Pentru ar lua cu ușurință frumusețe poetică de morală și cred că ar fi bine au fost, de beschäftiget nostru Theilnehmung atât de puternic. Și el nu a fost într-adevăr. [...] Deci, draga Goethe, încă un capitol puțin în concluzie, și mai cinic mai bine!” (26 zecelea 1774, la istoricul literar JJ Eschenburg)
Episcopul de Derby, Doamne Bristol, Goethe, de asemenea, acuzat de seducție să se sinucidă, a spus autorul:
„Și acum doriți să luați un scriitor în contul și să condamne o lucrare care a fost incorect percepute de unele minți limitate, emancipat lumea mai mult de o duzină de nebuni și de bună de nimic, care ar putea face nimic mai bine decât restul slabă de lumină, puțin complet cu sufletul la gură.” (William Amberg: Conferinta de la Goethe "Werther", 1870)
Numărul mare de cititori, cu toate acestea, au fost susținători entuziaști ai romanului. În special în rândul tinerilor a izbucnit o adevărată febră Werther care a plecat pentru a deveni protagonistul o figură cult al cărui albastru haina cu nasturi de alama, vesta, cizme maro galben de top si rotunde simtit pălărie cunoscut sub numele de moda imitat Werther. Nu a fost celebrul Werther Cupa [9], și chiar un Eau de Werther. Scene din "durerile de Werther" (indicat de exemplu, de către Daniel Chodowiecki), decorate cu ghivece de ceai și cafea, ceai și caddies Keksschalen. Susținătorii roman a fost, de înțeles, printre cei care se crede a fi într-o situație similară cu Werther, și a studiat în înțelegerea panglica îngustă și de mângâiere pentru propria lor suferință.
Apoi, chiar indiciu de editor fictiv obiectivelor romanul epistolar, în prologul:
„Am adunat cu sârguință toate cele aflate cu privire la povestea bietului Werther, și acum le aștern aici, știind că îmi veți mulțumi pentru asta. Nu puteți să refuzați spiritului și caracterului său admirația și dragostea voastră, iar destinului său, lacrimile voastre.
Iar tu, suflet bun, care simți același îndemn ca și el, culege mângâiere din suferințele lui și fă-ți din această carte un prieten, dacă soarta sau propria-ți vină te împiedică să-ți găsești un altul.”
Interesant punct de vedere istoric, în acest context nu în ultimul rând, întâlnirea cu legendarul Napoleon, care a ordonat venerat-l autor Goethe în 1808 în timpul Congresului Erfurt la el și împotriva lui a mărturisit că a citit Werther de șapte ori, și întotdeauna purta cu tine. [10] A fost foarte atingerea de dragoste nefericită, dar compania a fost demonstrat de negativ. [11]

### Mișcarea „Werther”
Ca urmare a publicării și succesului cărții întreaga Germanie și, ulterior, restul Europei, a fost cuprinsă de o mișcare culturală pe baza operei. Pentru a se identifica cu Werther și Charlotte, bărbații și femeile au început să afișeze culorile ținutelor cuplului principal de la bal, albastru cu galben și, respectiv, roz cu alb.

### Influența romanului în literatură

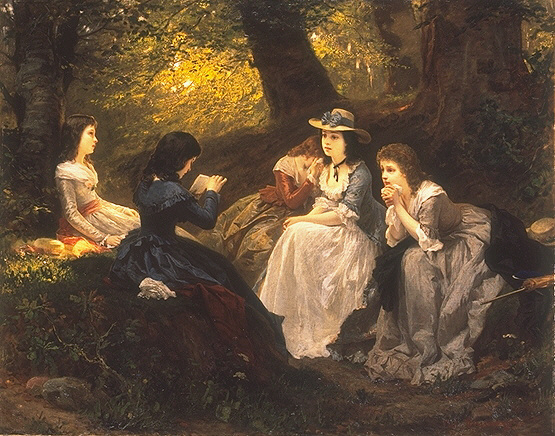
Lectură din "Werther" de Goethe, pictură în ulei de Wilhelm Amberg, 1870

### Efectul Werther
În 1974 sociologul David Phillips a numit „efectul Werther" fenomenul psihologic prin care procedeul de mediatizare al unei sinucideri antrenează un șir de sinucideri în populație. Percepută de către public ca „legitimizată” de către mass-media, sinuciderea devine o soluție a problemelor personale. Sinuciderile lui Marilyn Monroe în 1962 și a lui Kurt Cobain în 1994 sunt două cazuri la originea unui efect Werther.